# So Rebellious a Lover
So Rebellious a Lover è un album di Gene Clark e Carla Olson, pubblicato dalla Rhino Records nel 1987.

## Tracce
Lato A
1. The Drifter – 4:54 (Testi: Carla Olson; musica: Joe Read, Tom Junior Morgan)
2. Gypsy Rider – 4:32 (Gene Clark)
3. Every Angle in Heaven – 3:55 (Testi: George Callins; musica: Carla Olson)
4. Del Gato – 4:54 (Gene Clark, Rick Clark)
5. Deportee (Plane Wreck at Los Gatos) – 3:39 (Testi: Woody Guthrie; musica: Martin Hoffman)

Durata totale: 21:54
Lato B
1. Fair and Tender Ladies – 5:02 (Tradizionale, arrangiamento di Gene Clark)
2. Almost Saturday Night – 2:37 (J.C. Fogerty)
3. I'm Your Toy (Hot Burrito #) – 4:13 (Chris Ethridge, Gram Parsons)
4. Are We Still Making Love – 3:27 (Carla Olson)
5. Why Did You Leave Me Today – 3:51 (Carla Olson)
6. Don't It Make You Want to Go Home – 3:21 (Joe South)

Durata totale: 22:31
Edizione CD del 1987, pubblicato dalla Demon Records (FIEND CD 89)
1. The Drifter (Carla Olson, Tom Junior Morgan, Joe Read)
2. Gypsy Rider (Gene Clark)
3. Every Angel in Heaven (George Callins, Carla Olson)
4. Del Gato (Gene Clark, Rick Clark)
5. Deportee (Plane Wreck at Los Gatos) (Testi: Woody Guthrie; musica: Martin Hoffman)
6. Fair and Tender Ladies (Tradizionale, arrangiamento di Gene Clark)
7. Almost Saturday Night (J.C. Fogerty)
8. I'm Your Toy (Hot Burrito N° 1) (Chris Ethridge, Gram Parsons)
9. Are We Still Making Love (Carla Olson)
10. Why Did You Leave Me Today (Gene Clark)
11. Don't It Make You Wanta a Go Home (Joe South)
12. Lovers Turnaround (Gene Clark, Thomas Jefferson Kaye)

Edizione CD del 2003, pubblicato dalla Fuel 2000 Records (302 061 354 2)
1. The Drifter – 4:54 (Carla Olson, Tom Junior Morgan, Joe Read)
2. Gypsy Rider – 4:28 (Gene Clark)
3. Every Angel in Heaven – 3:54 (George Callins, Carla Olson)
4. Del Gato – 4:52 (Gene Clark, Rick Clark)
5. Deportee (Plane Wreck at Los Gatos) – 3:38 (Testi: Woody Guthrie; musica: Martin Hoffman)
6. Fair and Tender Ladies – 4:59 (Tradizionale, arrangiamento di Gene Clark)
7. Almost Saturday Night – 2:30 (J.C. Fogerty)
8. I'm Your Toy (Hot Burrito # 1) – 4:15 (Chris Ethridge, Gram Parsons)
9. Are We Still Making Love – 3:16 (Carla Olson)
10. Why Did You Leave Me Today – 3:57 (Gene Clark)
11. Don't It Make You Want to Go Home – 3:20 (Joe South)
12. Changes – 3:28 (Phil Ochs) – Bonus Track
13. Day for Night – 2:53 (Gene Clark) – Bonus Track
14. Jokers Are Wild – 4:01 (Dick Holler, Pat Robinson) – Bonus Track
15. Winning Hand – 2:33 (Gene Clark) – Bonus Track
16. Lover's Turnaround – 3:25 (Gene Clark, Thomas Jefferson Kaye) – Bonus Track
17. Broken Hearts and Broken Dreams – 4:19 (Dianne Baumgartner) – Bonus Track

Durata totale: 64:42

## Musicisti
- Gene Clark - chitarre acustiche, armonica, voce
- Carla Olson - chitarre acustiche, pianoforte, voce
- Roscoe Beck - basso acustico
- Michael Huey - batteria, percussioni

Musicisti aggiunti
- Ed Black - chitarra pedal steel
- Hans Christian - violoncello
- Skip Edwards - tastiere
- Randy Fuller - banjo
- Chris Hillman - mandolino
- Stephen McCarthy - chitarra lap steel, dobro
- Tom Junior Morgan - flauto, pianoforte
- Otha Young - chitarra acustica solista

CD del 2003 (Bonus Tracks: #12, #13, #14, #15, #16 e #17)
- Gene Clark - chitarra, voce, produttore (Day for Night, Jokers Are Wild, Winning Hand e Lover's Turnaround)
- Gene Clark - voce solista (Broken Hearts and Broken Dreams)
- Carla Olson - chitarra acustica, voce, produttore, armonica (Day for Night, Jokers Are Wild, Winning Hand e Lover's Turnaround)
- Carla Olson - chitarra acustica, voce (Broken Hearts and Broken Dreams)
- Stephen McCarthy - chitarra solista (Changes)
- George Callins - chitarra solista, chitarra slide (Broken Hearts and Broken Dreams)
- George Callins - produttore, mixaggio (Changes)
- Bob Saldana - basso, produttore, ingegnere del suono (Broken Hearts and Broken Dreams)
- Donald Lindley - batteria (Changes)
- Saul Davis - produttore (Changes)
- David Benson - ingegnere del suono, mixaggio (Changes)
- Joe Read - basso (Day for Night, Jokers Are Wild, Winning Hand e Lover's Turnaround)
- Phil Seymour - batteria, voce (Day for Night, Jokers Are Wild, Winning Hand e Lover's Turnaround)
- Pat Robinson - pianoforte, voce (Day for Night, Jokers Are Wild, Winning Hand e Lover's Turnaround)
- George Callins - chitarra solista (Day for Night, Jokers Are Wild, Winning Hand e Lover's Turnaround)
- Ed Black - chitarra pedal steel (Day for Night, Jokers Are Wild, Winning Hand e Lover's Turnaround)